# Clemente Fuentealba
Clemente Fuentealba Caamaño (Concepción, 23 de marzo de 1909 - Santiago, 29 de agosto de 2002) fue un marino y político radical chileno.
Hijo de Clemente Fuentealba y Marta Caamaño. Contrajo matrimonio con Laura Estela Bolados Rojas.

## Actividades profesionales
Estudió en el Liceo de Concepción y en el Colegio de los Sagrados Corazones de la misma ciudad. Posteriormente se embarcó en la Armada Nacional como torpedista (1925-1929).
Se desempeñó como empleado de comercio en Ovalle y en varias actividades agrícolas en una parcela de su propiedad en la misma zona. Fue miembro de la Junta de Canales y Riego de la provincia de Coquimbo.

## Actividades políticas
Militante del Partido Radical desde 1949, siendo miembro de la junta departamental en Ovalle.
Elegido regidor de Ovalle (1950) y Alcalde (1950-1963) y reelegido (1963-1964), hasta que renunció para presentar su candidatura a Diputado por la 4ª agrupación departamental de La Serena, Coquimbo, Elqui, Ovalle, Illapel y Combarbalá, la cual ganó por el período 1965-1969, integrando la comisión permanente de Minería e Industrias.
Fue reelecto Diputado por la misma agrupación departamental (1969-1973), en esta oportunidad formó parte de la comisión permanente de Economía, Fomento y Reconstrucción.
Nuevamente elegido Diputado por la 4ª agrupación departamental (1973-1977), integrando la comisión permanente de Hacienda. Sin embargo, vio interrumpida su labor debido al Golpe de Estado y la consecuente disolución del Congreso Nacional, el 21 de septiembre de 1973

## Historial electoral

### Elecciones parlamentarias de 1969
- Elecciones parlamentarias de 1969 - Diputados para la 4° Agrupación Departamental (Coquimbo)[1]

### Elecciones parlamentarias de 1973
- Elecciones parlamentarias de 1973 - Diputados para la 4° Agrupación Departamental (Coquimbo)